# Peter Egerton-Warburton
Peter Egerton-Warburton, född den 16 augusti 1813 i Norley, Cheshire, död den 5 november 1889 i Beaumont nära Adelaide (Sydaustralien), var en engelsk upptäcktsresande.
Egerton-Warburton var 1835–1853 officer i Brittiska Indien och 1854–1867 polischef i Adelaide. Efter några kortare utflykter till de sydaustraliska sjöarna (1857–1866) företog han 1873 en färd genom den australiska kontinenten. Han följde först telegraflinjen norrut till trakten av vändkretsen, tog därefter nordvästlig och västlig riktning genom fullständiga öknar, som bragte expeditionen nära hungerdöden, och anlände i december 1874 i ytterst utmattat tillstånd till De Greys mynning på Australiens nordvästkust. Denna resa, den första genom det centrala Västaustralien, bevisade, att de av den berörda trakterna är alldeles odugliga för mänsklig bosättning. Geografiska sällskapet i London gav Egerton-Warburton guldmedalj. Han författade bland annat Journey across the western interior of Australia (1875).